# 山梨県立県民文化ホール
山梨県立県民文化ホール（やまなしけんりつけんみんぶんかホール）は、山梨県甲府市寿町にある多目的ホール。通称・YCC県民文化ホール。2009年4月1日から「アドブレーン・共立・NTT-F共同事業体」が指定管理者として運営管理にあたっている。
2011年4月1日から2019年3月31日までの8年間、甲府市に本社を置く宝石貴金属製造業・販売業の「コラニー株式会社」が命名権を取得して「コラニー文化ホール」の呼称を用いた後、翌日の2019年4月1日以降は甲府市に本社を置く情報処理サービス業の「株式会社ワイ・シー・シー」が命名権を取得し「YCC県民文化ホール」の愛称が使用されている。YCCの命名権は2024年3月31日までの5年契約の予定で、年間スポンサー料は1,000万円とされている。

## 概要
山梨県にはこれまで代表する文化ホールとして山梨県民会館公会堂があったが、時代の流れと共に陳腐化が進み、新たな文化ホールの建設が叫ばれるようになる。
1970年代に入ると田邊圀男知事による公共文化施設の整備が進み、山梨県立美術館と共に県民がさまざまな芸術に触れることのできる文化ホールの建設計画が本格化した。田邊知事の構想では甲府駅北口の県有地に建設される予定であったが、計画途中の1979年、田邊が県知事選挙に敗れ、代わって望月幸明が知事に就任すると一旦白紙となった。その後下飯田へ移転した山梨県立第二高等学校（現在の山梨県立甲府西高等学校）跡地に建設することが決まり、1982年11月23日に竣工した。
なお、当初の建設予定地は長らく空き地となっていたが、2012年に山梨県立図書館が建てられた。
同ホールは山梨県内で随一の各種公演設備を有している。大ホールは残響時間1.8秒の音響、1000平方メートルを超える舞台を確保した本格的なホールで、歌舞伎公演からコンサートまで幅広く使われている。小ホールの舞台の大きさは大ホールとほぼ同じで、多様な催しに対応できる設計となっている。

## 施設
- 大ホール[2]：1,989席（1階1,357席、2階632席）
  - ステージ：間口20ｍ、奥行き21ｍ、高さ10ｍ（プロセニアムから）
  - 舞台設備：オケピット迫り、小迫り、すっぽん、音響反射板、各種幕類、昇降装置等
  - 残響時間：1.8秒（満席時）
  - 大ホール用楽屋（8室）
  - 大ホール調光室
- 小ホール[3]：700席
  - ステージ：間口16ｍ、奥行き21ｍ、高さ8ｍ（プロセミアムから）
  - 舞台設備：オケピット迫り、すっぽん、音響反射板、各種幕類、昇降装置等
  - 残響時間：1.3秒（満席時）
  - 小ホール用楽屋（5室）
  - 小ホール調光室
- リハーサル室
- 練習室（5室）
- 会議場

## 交通アクセス
- JR甲府駅南口より徒歩20分、または甲府駅南口1番乗り場より発車する山梨交通バス（53系統：南湖経由鰍沢営業所行きを除く）に乗車、いずれも「県民文化ホール」バス停下車
- JR竜王駅より山梨交通バス03系統（昇仙峡口行）、04系統（グリーンライン経由 昇仙峡滝上行）に乗車、「県民文化ホール」バス停下車
- JR韮崎駅より山梨交通バス35系統（大草経由 甲府駅行）に乗車、「県民文化ホール」バス停下車
- 中央自動車道甲府昭和インターチェンジより車で10分